# Thor (Schiff, 2011)
Das Küstenwachschiff Thor (isl. Þór) ist seit 2011 das Flaggschiff und das größte Schiff der isländischen Küstenwache.

## Baugeschichte

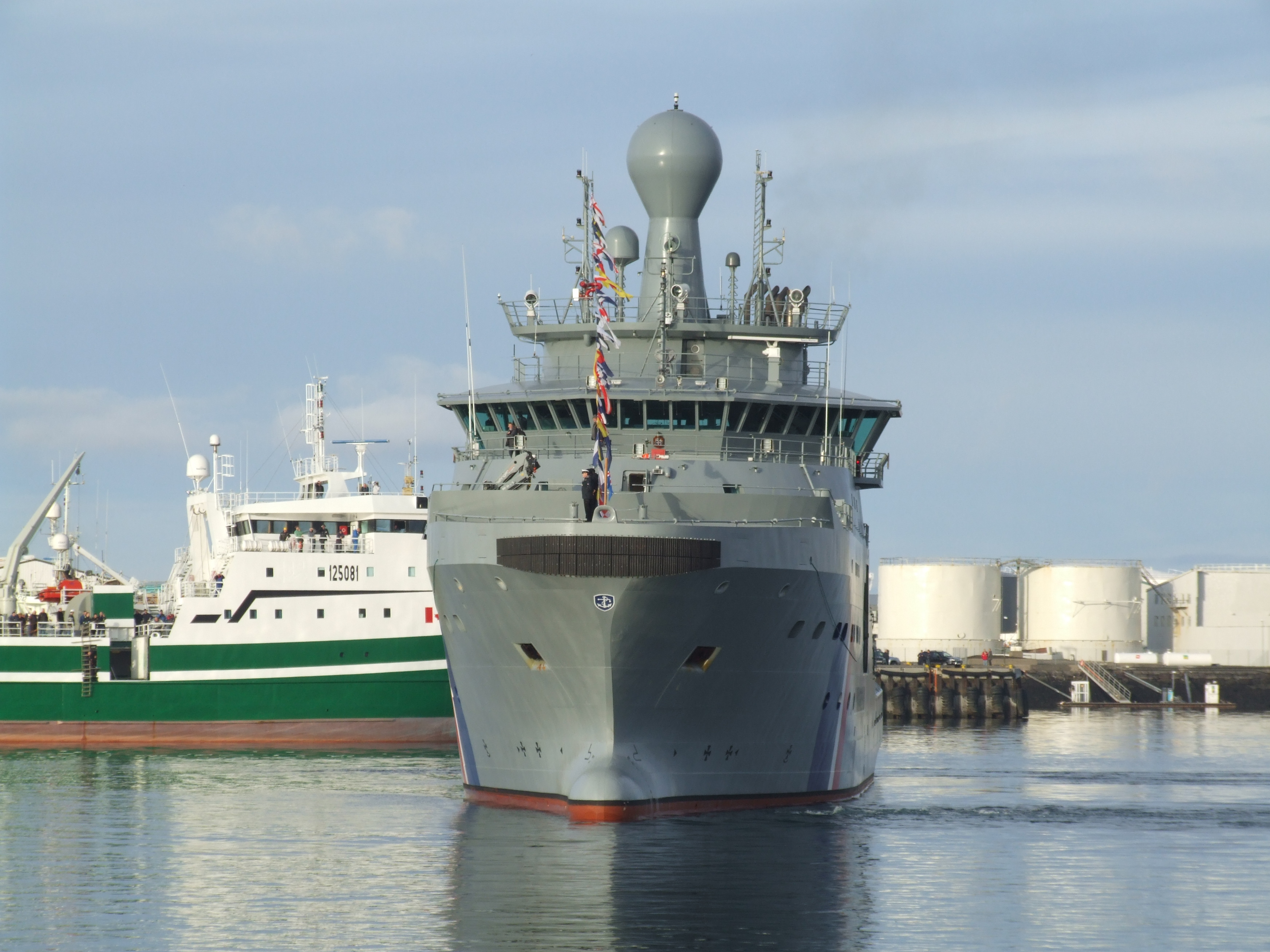
Die Thor beim ersten Einlaufen in Reykjavík

Die Entscheidung für den Bau des Schiffes traf die isländische Regierung am 4. März 2005. Die genaue Definition der Anforderungen stand dann Ende 2005 fest. Die Ausschreibung des Auftrags erfolgte am 12. Januar 2006. Den Zuschlag für den Bau erhielt die chilenische ASMAR-Werft am 20. September 2006. Baubeginn war am 16. Oktober 2007, der Stapellauf erfolgte am 29. April 2009. Dabei wurde das Schiff in Anlehnung an den Donnergott der nordischen Mythologie auf den Namen Thor getauft.
Am 27. Februar 2011 erschütterte ein Erdbeben der Stärke 8,8 die chilenische Küste, gefolgt von einem Tsunami. Hierbei wurde die ASMAR-Werft sehr schwer beschädigt. Die Thor überstand beide Naturgewalten zwar gut, jedoch verzögerte sich ihre Fertigstellung durch die Beschädigung der Werft um ein Jahr. Das Schiff wurde am 29. September 2011 übergeben, um schließlich am 27. Oktober 2011 in Reykjavík im Rahmen einer feierlichen Zeremonie in Anwesenheit des isländischen Präsidenten Ólafur Ragnar Grímsson sowie des Innenministers Ögmundur Jónasson in Dienst gestellt zu werden.

## Gleichnamige Vorgänger

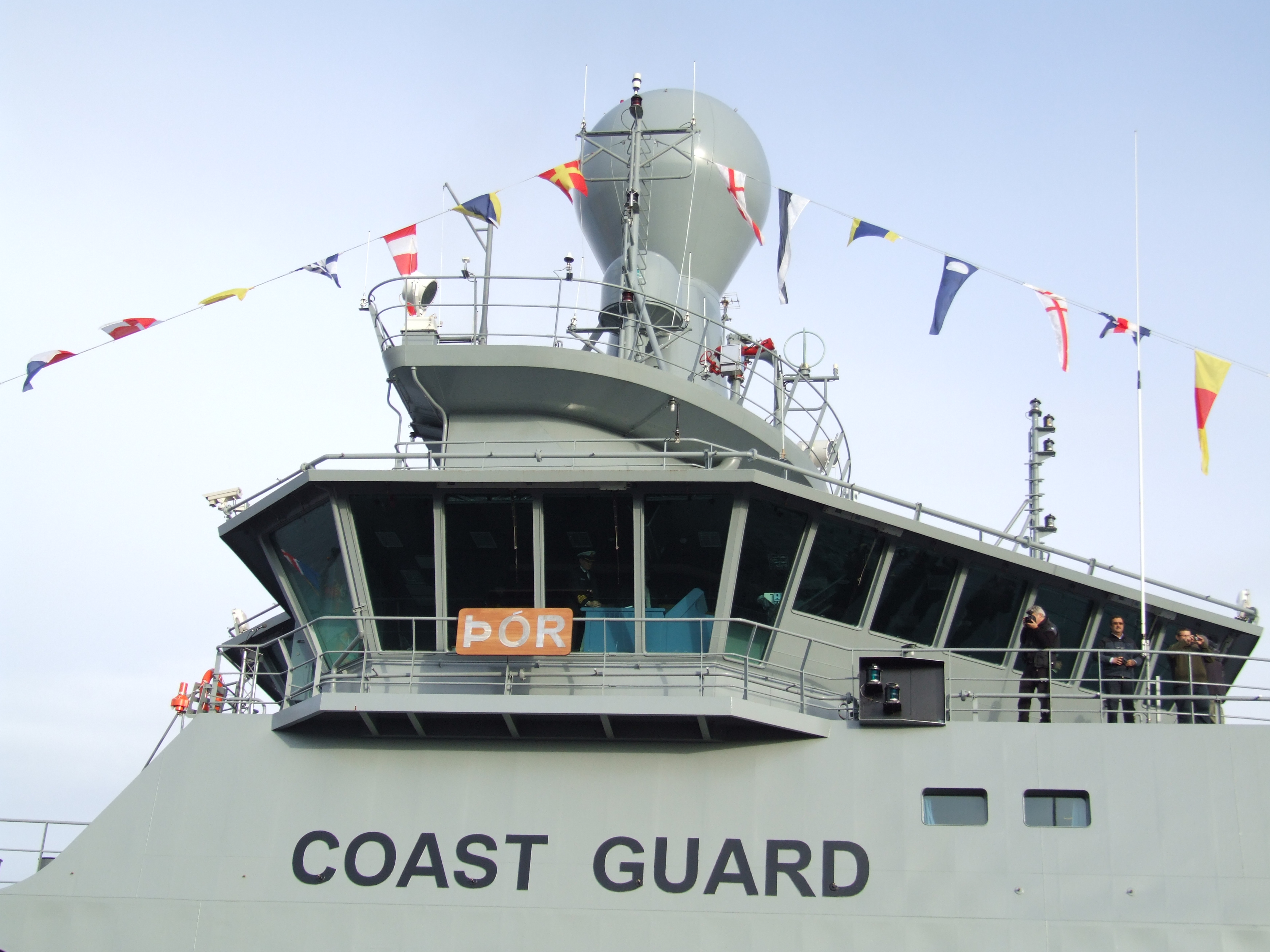
Das Namensschild, vom Vorgängerschiff übernommen

Die Landhelgisgæslan betrieb bereits in der Vergangenheit Schiffe mit Namen Thor: Die erste Thor existierte ab 1920, die zweite ab 1930, das dritte gleichnamige Schiff ab 1951.

## Technische Details
Die Besatzung der Thor besteht aus 18 Männern und Frauen, wobei bis zu 30 weitere Personen an Bord genommen werden können, respektive können für diese Anzahl Rettungsmittel mitgeführt werden. Hierbei sind die genannten 18 Mann jedoch nur als Rumpfbesatzung gedacht. Das Schiff erreicht mit den von Rolls-Royce gelieferten Maschinen eine Geschwindigkeit von bis zu 19,5 Knoten und eine Schleppkraft von bis zu 120 Tonnen.
Für seinen Einsatzbereich, insbesondere Such- und Rettungsaufgaben, besitzt das Schiff Vorrichtungen zur Feuerbekämpfung sowie eine Ausrüstung zur Anwendung bei Ölunfällen. Die Feuerlöschausrüstung der Stufe FiFi 1 beinhaltet dabei zwei Löschmonitore über dem Frachtdeck. Auch ist eine Anlage für die Versorgung eines Hubschraubers im Fluge durch Luftbetankung im hinteren Schiffsbereich eingebaut. Neben dieser findet sich im Heckbereich auch ein knapp 300 m² großes Frachtdeck, das für eine Belastung von bis zu 2 Tonnen/m² ausgelegt ist und über einen Lastkran verfügt.
Da das Schiff in subarktischen und auch in teilweise arktischen Gewässern um Island im Einsatz ist, verfügt die Thor über einen nach Eisklasse 1B klassifizierten Rumpf, was bedeutet, dass es bis zu einer Eisdicke bis 0,6 m operieren kann.
Für die Wahrnehmung von hoheitlichen und polizeilichen Aufgaben wurde das Schiff 2012 mit einer 40-mm-Bordkanone der Firma Bofors ausgerüstet.

## Bilder
Die Ankunft der Thor in Reykjavík am 27. Oktober 2011

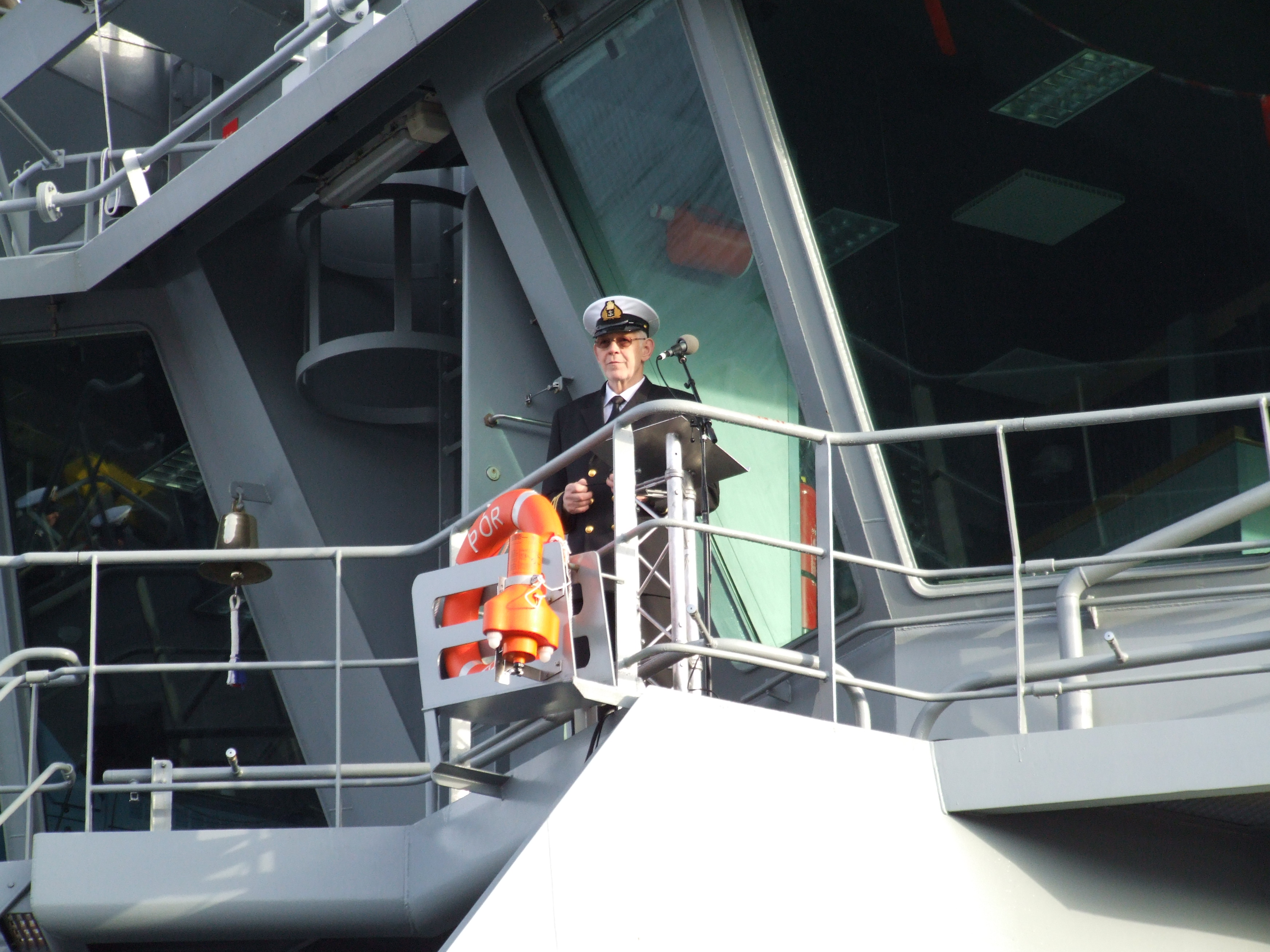
Kapitän Sigurður Steinar Ketilsson vor seiner großen allseitig verglasten Brücke
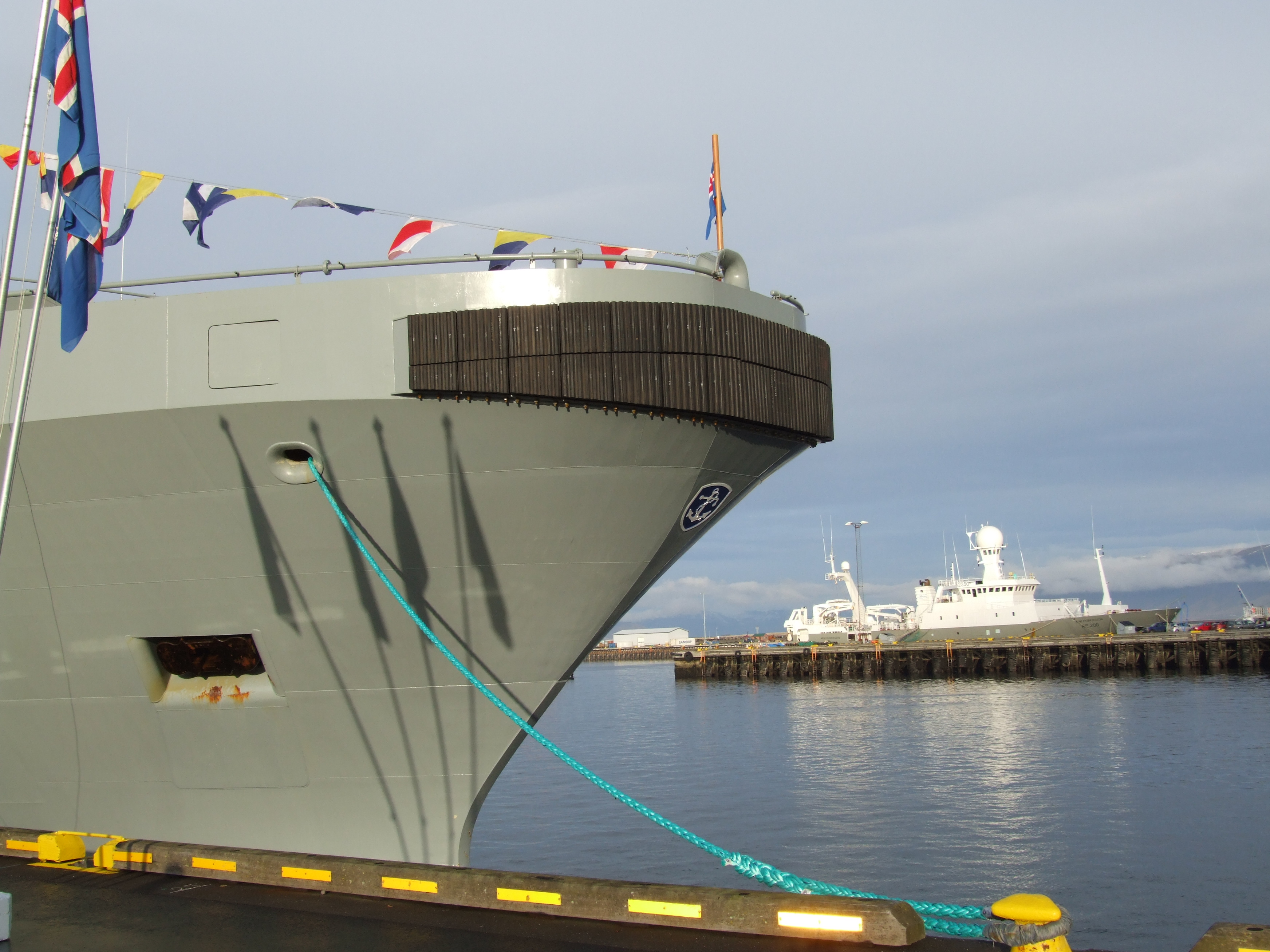
Detail: Der zum Rammen geeignete Bug, unter dem Kunststofframmschutz das Wappen der Küstenwache
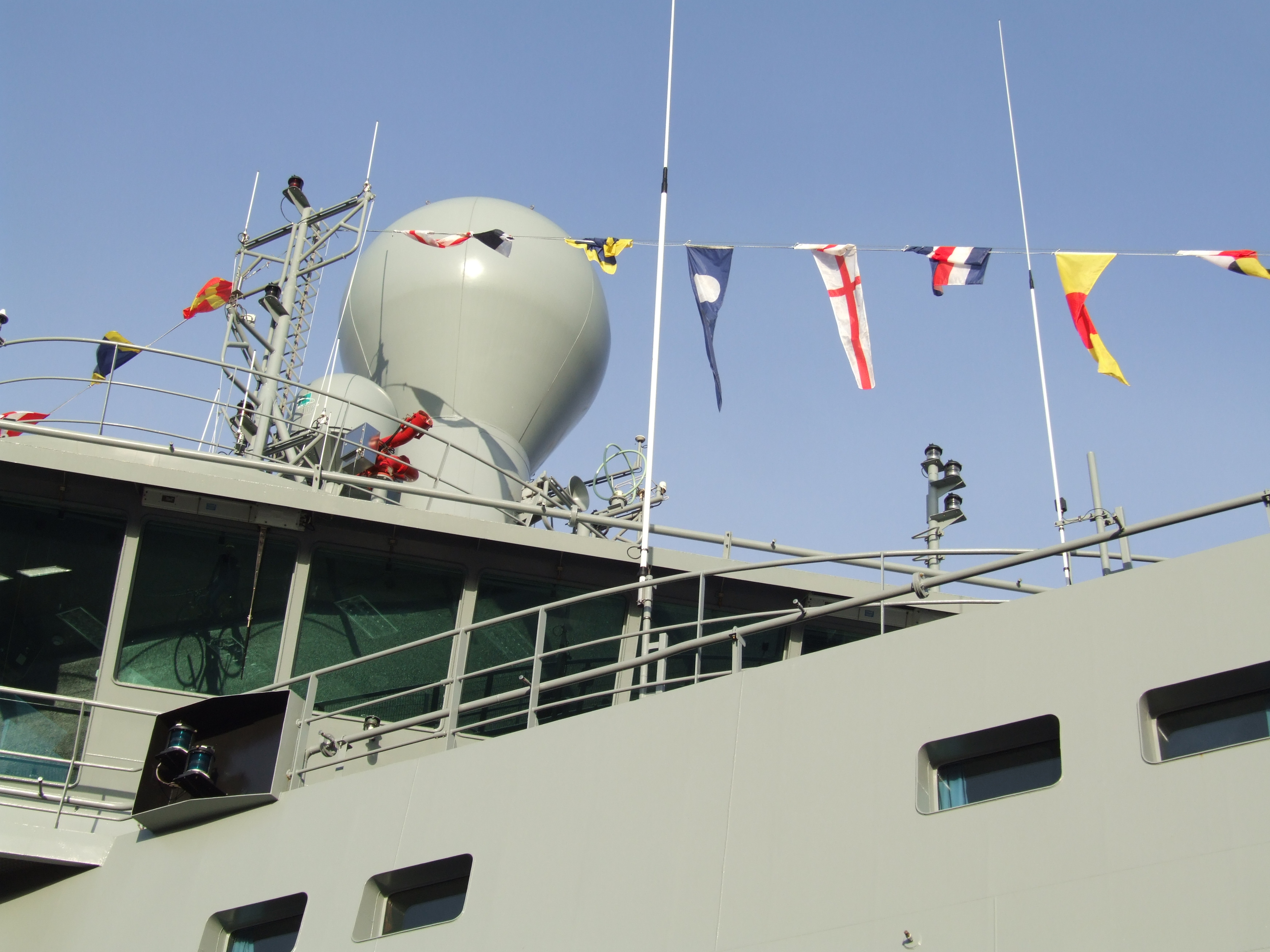
Detail: Funkmasten und der Radom; das Schiff verfügt über ein S-Band-Radar und zwei X-Band-Radare.
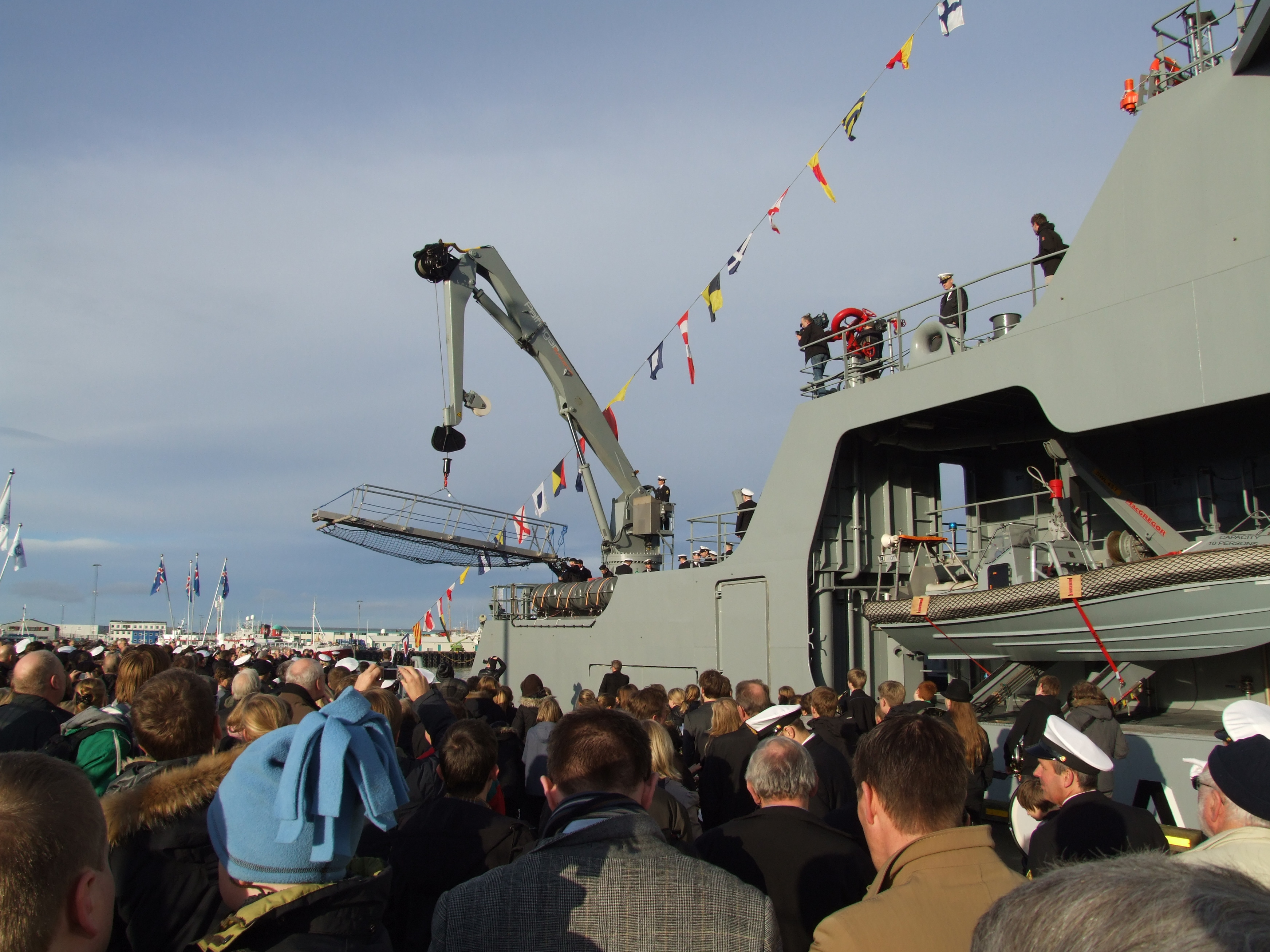
Detail: in der Mitte der kräftige Schiffskran von MacGregor; rechts eines der beiden Rettungs- und Sturmboote vom Typ Norsafe Magnum 750
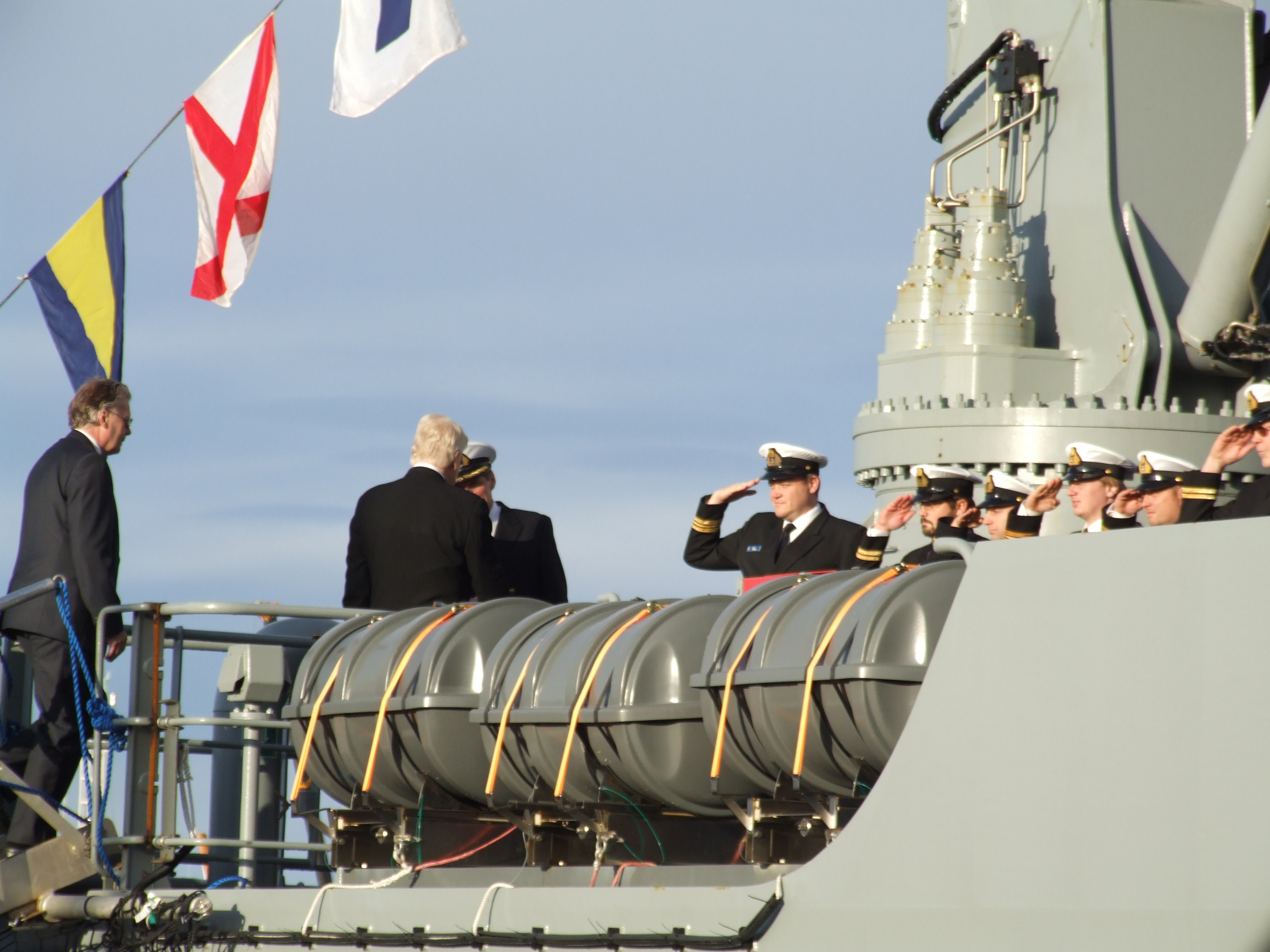
Die Offiziere des Schiffes grüßen den isländischen Präsidenten und den Innenminister, zu dessen Ressort die Küstenwache gehört; Davor: 3 der 6 Behälter mit 25-Personen-Viking-Rettungsinseln
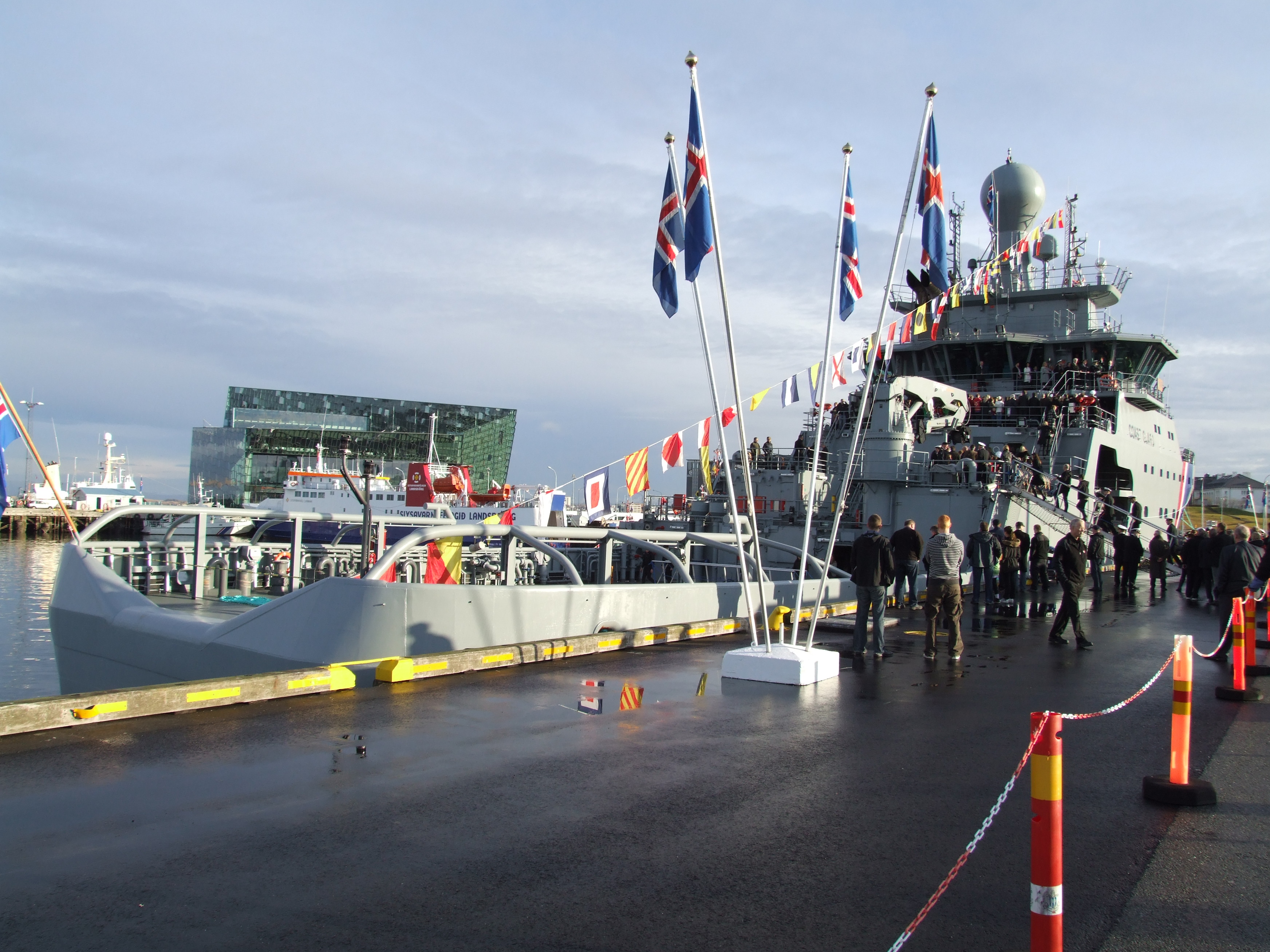
Blick auf den Heckbereich der Thor; das 300-m²-Frachtdeck verfügt über eine Belastungsfähigkeit von 2 Tonnen/m²